# Фишер, Рихард
Рихард Фишер (нем. Richard Fischer; 24 марта 1906 года, Аренсдорф — 15 декабря 1991 год, Берлин) — военный деятель ГДР, в 1962—1967 годах военный атташе в СССР, контр-адмирал (1952 год), генерал-майор (1960 год).

## Биография
Из рабочей семьи. По окончании 8-летней школы в 1928 году учился и работал по профессии столяра-плотника. В 1930 году стал членом КПГ. После прихода Гитлера к власти в 1933 году Фишер, который к этому времени уже работал прорабом бригады столяров, был вынужден перейти на нелегальное положение. В 1934 году он был всё же арестован по обвинению в «попытке государственной измены» и до 1936 года находился в тюрьме. В 1936—1937 годах снова работал столяром. В 1937 году он снова был арестован и посажен в тюрьму Бранденбург. Конец войны он встретил в концлагере Заксенхаузен. 15 мая 1945 года, вскоре после освобождения, коммунист Фишер вступил в военизированные формирования на территории Советской зоны оккупации. В 1945—1946 годах он служил заместителем руководителя криминальной полиции в берлинском районе Нойкёльн. В 1946 году после слияния КПГ и СДПГ в одну партию — СЕПГ — Фишер автоматически стал её членом. В 1946—1947 годах служил заместителем руководителя криминальной полиции в берлинском Фридрихсхайне. В 1947—1949 годах занимал должность руководителя криминальной инспекции в Президиуме Народной полиции Берлина (Ltr. Kriminalinsp. Volkspolizeipräsidium Berlin). В 1949—1950 годах руководил организационным отделом в Управлении Народной полиции Берлина (Ltr. org. Abt. u. Verw. Kriminalpolizei Berlin). 1 августа 1950 года получил звание шеф-инспектора. В 1950—1952 годах служил начальником отдела кадров в Главном управлении морской полиции (Ltr. Abt. Kader Seepolizei). 1 октября 1952 года ему было присвоено звание контр-адмирала. В 1952—1954 годах служил заместителем начальника управления кадров и руководителем отдела по воздушным и морским подразделениям в Казарменной Народной полиции (Stv. Chef Verw. Kader u. Ltr. Abt. f. See- u. Lufteinheiten, KVP). 30 июня 1954 года был уволен со службы и назначен послом ГДР в КНДР. После своего возвращения в ГДР в 1959 году Фишер был восстановлен в армии и получил 1 февраля 1960 года звание генерал-майора. После этого служил в Министерстве национальной обороны, где в 1961—1962 годах занимал пост заместителя начальника Главного политического управления ННА по общим вопросам. Некоторое время в 1962 году служил руководителем отдела цензуры в Министерстве национальной обороны (Ltr. d. Zensurstelle, MfNV). С 1 октября 1962 года по 30 апреля 1967 года занимал пост военного атташе в СССР. В 1967—1971 годах был директором военной библиотеки в Штраусберге. 31 января 1971 года был уволен в отставку.

## Воинские звания
- шеф-инспектор — 1 августа 1950 года;
- контр-адмирал — 1 октября 1952 года;
- генерал-майор — 1 февраля 1960 года.

## Избранные награды
- Орден Карла Маркса;
- Орден «За заслуги перед Отечеством» в золоте, а также почётная пряжка к нему;
- Военный орден «За заслуги перед народом и Отечеством» в серебре.